# Nic nás nerozdělí
Nic nás nerozdělí (v originále Lo Imposible) je španělský film o rodině Bennettových, která přežila tsunami v roce 2004. Film byl natočen v roce 2012 režisérem J. A. Bayonem podle skutečné události.

## Obsazení
| Naomi Wattsová    | Maria Bennett, matka            |
| Ewan McGregor     | Hanry Bennett, otec             |
| Tom Holland       | Lucas Bennett, dvanáctiletý syn |
| Samuel Joslin     | Thomas Bennett, sedmiletý syn   |
| Oaklee Pendergast | Simon Bennett, pětiletý syn     |